# Terry Melcher
Terrence "Terry" Melcher, född Terrence Patrick Jorden den 8 februari 1942 i New York, död 19 november 2004 i Beverly Hills, var en amerikansk kompositör, musiker, producent och sångare. Melcher var son till Doris Day från hennes första äktenskap och adopterades senare av Days tredje make, Martin Melcher.
Han var medlem i surfrock-gruppen The Rip Chords tillsammans med Bruce Johnston 1961–1965.
Melcher har producerat och samarbetat med grupper och artister som The Byrds, The Beach Boys, Paul Revere and the Raiders och Brian Wilson.
Melcher lärde känna Charles Manson genom Dennis Wilson och var en tid intresserad av Mansons musik. Manson träffade Melcher i den senares hem på 10 050 Cielo Drive i Los Angeles. Melcher kom senare att säga upp bekantskapen och samarbetet. Efter att Melcher och hans flickvän Candice Bergen flyttat från huset mördades Sharon Tate och hennes vänner där av Mansonfamiljen.

## Diskografi
Album
- 1974 – Terry Melcher
- 1976 – Royal Flush

Singlar
- 1962 – "That's All I Want" / "I Waited Too Long"